# Wrzosowe wydmy
Wrzosowe wydmy (także: Pas Wrzosowy) – użytek ekologiczny zlokalizowany na terenie Puszczy Noteckiej, w gminie Wronki, na zachód od Chojna.
Użytek utworzono na jednym z szerokich pasów przeciwpożarowych przecinających z południa na północ zwarty kompleks lasów sosnowych i najwyższe wzniesienia wydmowe Puszczy Noteckiej, należące też do największego zespołu wydm śródlądowych w Europie. Wydmy te są cały czas formowane przez wiejące tu wiatry. Pas rozciąga się na długości 9 km, począwszy od jeziora Kłuchówiec na południu do Gogolic na północy. Teren pasa ma szerokość od 50 do 100 m i łączną powierzchnię 25,15 hektarów. Obszar o dużych wysokościach względnych pokryty jest zwartym kobiercem wrzosów, tworzących wrzosowiska, a także roślinnością kserotermiczną. Występują tu m.in.: chrobotki, widłoząb i borówka brusznica.
U południowego podnóża wydm oraz pasa przeciwpożarowego przebiega droga wojewódzka nr 150. Istnieje tam kilka nieoznakowanych miejsc parkingowych.